# Tristiropsis
Tristiropsis är ett släkte av kinesträdsväxter. Tristiropsis ingår i familjen kinesträdsväxter.
Kladogram enligt Catalogue of Life:
| Tristiropsis | \| \| Tristiropsis acutangula \| \| \| \| \| \| Tristiropsis apetala \| \| \| \| \| \| Tristiropsis ferruginea \| \| \| \| |
|              | \| \| Tristiropsis acutangula \| \| \| \| \| \| Tristiropsis apetala \| \| \| \| \| \| Tristiropsis ferruginea \| \| \| \| |
|              | Tristiropsis acutangula |
|              | |
|              | Tristiropsis apetala |
|              | |
|              | Tristiropsis ferruginea |
|              | |